# Saporischschja (Krasnyj Lutsch)
Saporischschja (ukrainisch Запоріжжя; russisch Запорожье/Saporoschje) ist eine Siedlung städtischen Typs im Süden der ukrainischen Oblast Luhansk mit etwa 900 Einwohnern.
Der Ort gehört administrativ zur Stadtgemeinde der 22 Kilometer südöstlich liegenden Stadt Krasnyj Lutsch und bildet eine eigene Siedlungsratsgemeinde zu der auch das Dorf Artema (Артема) und die Ansiedlung Komendantske (Комендантське) gehören, die Oblasthauptstadt Luhansk befindet sich 54 Kilometer nordöstlich des Ortes, nördlich des Ortes verläuft die Bahnstrecke Otscheretyne–Swerewo.
Saporischschja wurde 1913 als Bergarbeitersiedlung mit dem Namen Tschekaljanez (Чекалянець) gegründet, wurde 1940 in Schachty Nr. 53 (шахти № 53) umbenannt, bekam 1963 seinen heutigen Namen und wurde gleichzeitig zur Siedlung städtischen Typs erhoben. Seit Sommer 2014 ist der Ort im Verlauf des Ukrainekrieges durch Separatisten der Volksrepublik Lugansk besetzt.
Der Name des Ortes leitet sich von 1957 in die in Anlehnung an Saporischschja begründeten Zeche Saporiska-Komsomolska (Запорізька-Комсомольська) ab, diese wurde aber 1999 wegen Unrentabilität wieder geschlossen.